# Осипов, Максим (атаман)
Максим Осипов (ум. 1671) — донской казак, один из руководителей казацко-крестьянского восстания под предводительством Степана Разина.

## Биография
Участник военных походов донского атамана Степана Разина. В сентябре 1670 года Степан Разин отправил из-под Симбирска небольшие казацкие отряды во главе с преданными ему атаманами вглубь московских владений, чтобы поднимать местных жителей на восстание.
Степан Разин «послал от Синбирска казака Максимку Осипова и, — показали в расспросных речах пленные участники восстания, — велел ему по городам с <…> прелесными письмами ездить и збирать в казаки вольницу…»
Первоначально атаман Максим Осипов выступил в поход с 30 казаками. Повстанцы заняли города Алатырь и Курмыш, где местные жители сразу же перешли на их сторону. Увеличив свою численность, восставшие захватили богатые торговые сёла Мурашкино и Лысково, где население также их поддержало. Затем М. Осипов предпринял осаду богатого Макарьевско-Желтоводского монастыря. Взять монастырь Осипову не удалось, и он отступил, потребовав предварительно с монахов выдачи захваченных ими в плен своих товарищей, однако осаду монастыря до успешного конца довел другой атаман Михаил Чертоус.
В дальнейшем М. Осипов планировал «итти с пушки к Арзамасу на обоз <…> князя <…> Долгоруково», но часть повстанцев из его отряда настаивала на походе на Нижний Новгород. Вскоре в Осипову прибыл гонец от С. Т. Разина. По свидетельству взятого карателями в плен участника восстания, крепостного крестьянина села Сырятина Алатырского уезда В. Васильева, Степан Разин «велел <…> быть к себе на помочь», потому что царский воевода Ю. Н. Барятинский с ратью повстанческое войско «под Синбирском осадил». Осипов немедленно выступил на помощь С. Разину. Пленный участник восстания А. Сарафанов показал, что «к <…> Стеньке Разину пошло под Сикбирск на помочь полтары тысечи человек».
Совместно с М. Осиповым действовали атаманы А. Васильев, В. Тихонов, В. Петров, И. Попов и И. Андреев. Когда повстанческие силы этих атаманов выступали сообща, общее руководство ими осуществлял Максим Осипов как наиболее опытный из них и сведущий в военном деле.
13 июля 1671 года Максим Осипов с небольшим отрядом подошёл к Симбирску и стал штурмовать город. Осипов вступил в бой не с тем, чтобы взять город, а с тем, чтобы пробиться к Астрахани — последнему оплоту восстания. После неудачной стычки с симбирским гарнизоном «Максимко Осипов с товарыщи с 300 человек» отступил и вскоре прибыл в Царицын, чтобы оттуда пробиться к Астрахани. Гарнизон при поддержке зажиточных горожан разбил разинский отряд. Максим Осипов и многие его соратники были взяты в плен.
Донской войсковой атаман Логгин Семёнов в своей отписке в Москву сообщал: «бой учинили <…> и, тово вора Максимка Осипова с товарыщи, с Ывашкою Поповым да с Ывашкою ж Андреевым, живьём взяли, а товарищей их многих побили. И сидят <…> те воры до твоего, великого государя, указу <…> на Царицыне за крепким караулом».
Дальнейшая судьба атамана Максима Осипова достоверно неизвестна, скорее всего он был казнён.